# Lijst van Finse films
Deze lijst bevat films gemaakt en geproduceerd in Finland.

## 1900-1949
| Titel                             | Jaar   | Regisseur    | Acteurs    |
| --------------------------------- | ------ | ------------ | ---------- |
| Salaviinanpolttajat               | (1907) |              |            |
| Margaretaa ajetaan takaa          | (1912) |              |            |
| Sylvi                             | (1913) |              |            |
| Vieraalla maaperällä              | (1914) |              |            |
| Rikosten runtelema                | (1915) |              |            |
| Katoavia timantteja               | (1916) |              |            |
| Anna-Liisa                        | (1922) |              |            |
| Nummisuutarit                     | (1923) |              |            |
| Jääkärin morsian                  | (1931) |              |            |
| Aatamin puvussa ja vähän Eevankin | (1940) | Ossi Elstelä | Tauno Palo |
| Haaviston Leeni                   | (1948) |              |            |

## 1950-1999
| Titel                                | Jaar   | Regisseur        | Acteurs           |
| ------------------------------------ | ------ | ---------------- | ----------------- |
| Valkoinen peura (The White Reindeer) | (1952) | Erik Blomberg    | Mirjami Kuosmanen |
| Pekka Puupää                         | (1953) |                  |                   |
| Tuntematon sotilas                   | (1954) | Edvin Laine      | Kosti Klemelä     |
| The Harvest Month                    | (1956) |                  |                   |
| Sampo                                | (1959) | Risto Orko       | Ivan Voronov      |
| The Scarlet Dove                     | (1961) |                  |                   |
| Yksityisalue                         | (1962) |                  |                   |
| Noin seitsemän veljestä              | (1968) |                  |                   |
| Viu-hah hah-taja                     | (1974) |                  |                   |
| Jäniksen vuosi                       | (1977) |                  |                   |
| Flame Top                            | (1980) |                  |                   |
| Aikalainen                           | (1984) |                  |                   |
| Tropic of Ice (Jään kääntöpiiri)     | (1987) |                  |                   |
| Ariel                                | (1988) | Akari Kaurismäki | Turo Pajala       |
| "Onks' Viljoo näkyny?"               | (1988) |                  |                   |
| Star Wreck                           | (1992) | Samuli Torssonen |                   |

## Vanaf 2000
| Titel                          | Jaar   | Regisseur        | Acteurs        | Genre         |
| ------------------------------ | ------ | ---------------- | -------------- | ------------- |
| De Pelikaanman (Pelikaanimies) | (2004) | Liisa Helminen   | Kari Ketonen   | Fantasie      |
| Star Wreck: In the Pirkinning  | (2005) | Timo Vuorensola  | Atte Joutsen   | Aktie Parodie |
| Rembrandt's J'Accuse           | (2008) | Peter Greenaway  | Michael Teigen | Drama         |
| Videocracy                     | (2009) | Erik Gandini     |                | Documentaire  |
| Iron Sky                       | (2012) | Timo Vuorensola  | Udo Kier       | Aktie Sci-fi  |
| The Punk Syndrome              | (2012) | Jukka Kärkkäinen | Pertti Kurikka | Documentaire  |

België · Denemarken · Duitsland · Finland · Frankrijk · Griekenland · Haïti · India · Italië · Luxemburg · Madagaskar · Nederland · Noorwegen · Oostenrijk · Polen · Portugal · Roemenië · Spanje · Tsjechië · Turkije · Zweden · Zwitserland